# Контртеррористическая операция в Темирском районе
Контртеррористическая операция в Теми́рском районе по поимке и обезвреживанию подозреваемых в убийстве полицейских в посёлках Шубарши и Кенкияк Темирского района Актюбинской области началась после того, как в ночь с 30 июня на 1 июля 2011 года неизвестными были убиты двое сотрудников патрульно-постовой службы, и закончилась 9 июля того же года ликвидацией подозреваемых при попытке задержания. В прессе по отношению к этим событиям часто использовались названия «война» и «джихад».

## Хроника событий

### Предшествующие события
По словам матери одного из погибших ночью 30 июня полицейских, за неделю до этих событий её сын жаловался на трудность работы после теракта возле Департамента КНБ в Актобе. По словам брата убитого Нурлана Алпысбая, незадолго до убийства Нурлану угрожали смертью неизвестные.
28 июня 2011 года полицейскими был задержан 22-летний житель посёлка Шубарши Талгат Шаканов, в автомобиле которого были найдены несколько охотничьих ружей, карабин «Сайга» и экстремистская религиозная литература. Задержанный был помещён в изолятор временного содержания местного отдела полиции.

### 30 июня
В 20:00 по местному времени 30 июня сержанты патрульно-постовой службы Кенкиякского поселкового отделения полиции Темирского РОВД 30-летний Нурлан Алпысбай и 39-летний Айдос Буранбаев приступили к патрулированию посёлка Шубарши на служебном автомобиле марки УАЗ. Около полуночи их автомобиль был обстрелян возле опорного пункта полиции из минивэна Mitsubishi Delica неустановленными на тот момент лицами. В результате пулевых ранений оба сотрудника полиции погибли на месте.

### 1 июля
На следующий день после убийства полицейских среди жителей посёлка распространились слухи о «джихаде» и «мести ваххабитов» за смерть лидера небольшой мусульманской общины Азамата Каримбаева, погибшего в Аркалыкской тюрьме, который был выходцем из Шубарши. Первый официальный комментарий озвучил начальник пресс-службы департамента внутренних дел Актюбинской области Алмат Имангалиев:

Примерно в двенадцать часов ночи к опорному пункту подъехали молодые люди на автомашине «Мицибуси Делика», обстреляли служебную машину полицейских, где погибли полицейские Нурлан Алпысбай и Айдос Буранбаев. По данному факту в настоящее время возбуждено уголовное дело по статье «Убийство двух и более лиц».

По неофициальной версии, полицейские были убиты не возле опорного пункта, а возле дома двоюродной сестры полицейского Нурлана Алпысбая, жена которого находилась здесь в гостях. Айдос Буранбаев находился за рулём, а Нурлан Алпысбай выходил из машины, когда по ним произвели выстрелы. Домочадцы из-за шума вышли на улицу и заметили шестерых человек. По словам акима сельского округа Розы Сатановой, у полицейских при себе не было табельного оружия.
Сразу же начались задержания местных религиозных мусульман в Шубарши и близлежащих посёлках Сарколь и Кенкияк. Мусульманка Ботагоз Маратова, жена подозреваемого Акылбека Мамбетова, была задержана в 4 часа утра несмотря на то, что недавно перенесла операцию по кесареву сечению и кормила грудного ребёнка. Точно так же была задержана жительница Шубарши Арай Рыскулова, находившаяся на 4-м месяце беременности. Всего было задержано около 30 человек.

### 2 июля
Спецоперацию по поимке преступников возглавил начальник ДВД Актюбинской области генерал-майор Патрис Нокин. 2 июля по следам злоумышленников были отправлены 4 бойца спецподразделения «Арлан» на микроавтобусе «Газель», которые попали под перекрёстный огонь. Спецназовец Руслан Жолдыбаев был сразу же убит пулевым ранением в висок. Бросив погибшего напарника, остальным троим членам отряда удалось спастись. Экипировка погибшего стала добычей преступников.
После смерти уже третьего человека, в Шубарши началась полномасштабная контртеррористическая операция с участием алматинского спецподразделения МВД «Сункар» и спецназа «Беркут». В операции также участвовали несколько полков полиции и внутренних войск. Была задействована бронетехника, два вертолёта Ми-8 и самолёт Ан-2 осуществляли воздушное патрулирование.
Вначале численность вооружённой группировки оценивалась в 6 человек, но затем было найдено 7 рюкзаков с патронами и радиостанциями, что позволило предположить о численности в 10-11 человек. Властями было назначено вознаграждение в размере 100 тыс. долларов США за помощь в поимке преступников.

### 3 июля
3 июля (по другим данным: 4 июля) в 14:10 в полицию поступило сообщение о бородатом мужчине и двух женщинах в хиджабах, которые зарывают что-то в землю во дворе возле дома № 18 (по другим данным: № 19) в Шубарши. По прибытии сотрудников полиции на место, мужчина бросил в их сторону свёрток (впоследствии выяснилось, что в нём был пустой патронташ) и стал убегать в сторону своего автомобиля. Полицейские открыли огонь и ранили убегавшего в бедро. Впоследствии он скончался от потери крови.
Погибшим оказался 26-летний Женис Уразов, двоюродный брат разыскиваемого Бектемира Уразова. На месте происшествия было найдено гладкоствольное ружьё Иж-16, ичиги, брошюра религиозного содержания и 1 млн 479 тыс. казахстанских тенге наличностью.

### 4 июля
4 июля в Актобе был похоронен спецназовец Руслан Жолдыбаев, погибший в ходе поимки преступников 2 июля.

### 8—9 июля
Спустя неделю после начала поисков были высказаны предположения о том, что преступники вероятно уже покинули пределы региона. Военнослужащие внутренних войск из Актобе и Уральска были отправлены назад в свои штабы.
8 июля была предпринята ещё одна попытка задержать вооружённую группировку. Спецподразделения «Сункар» и «Беркут», а также оперативный батальон внутренних войск начал обход домов в посёлке Кенкияк, расположенном вблизи Шубарши. Около 20:45 по полицейским был открыт огонь из дома № 2 по улице Нефтяной. Один из сотрудников подразделения «Сункар», Айболат Иманбаев от полученных ранений скончался на месте. Также был ранен один патрульный полицейский.
Преступники отказались сдаваться и открыли огонь. Местность была блокирована, а жители эвакуированы на безопасное расстояние. Бой продолжался до раннего утра, когда начался штурм здания, в котором укрывались преступники. Штурм закончился около 12 часов дня 9 июля. В ходе операции было убито 9 человек, 6 из которых ранее были объявлены в розыск по делу об убийстве полицейских.

## Члены группировки
Изначально в розыск было объявлено 6 подозреваемых, которые впоследствии были убиты в ходе спецоперации:
1. Мамбетов, Токтарбек Маратович (род. 9 апреля 1984 года в Кандыагаше)
2. Мамбетов, Акылбек Маратович (род. 28 июня 1986 года в Кенкияке)
3. Джумагазин, Айбек Айдарович (род. 8 июня 1988 года в Сарколе)
4. Алимбетов, Куаныш Алпамысович (род. 1 августа 1968 года в Шубарши)
5. Каражанов, Мирас Ергалиевич (род. 18 июня 1988 года в Сарколе)
6. Уразов, Бектемир Ертаевич (род. 13 января 1989 года в Кенкияке).

Кроме вышеперечисленных, в ходе штурма погибли братья Мейрамбек и Меирбек Ибраевы. По словам матери братьев, Мейрамбек Ибраев скрывался вместе с разыскиваемыми в одном из сараев на окраине Кенкияка, а Меирбек относил ему еду.
Все убитые члены группировки были похоронены 11 июля 2011 года. В этот день по дороге в Шубарши были выставлены полицейские патрули, у всех прибывающих и уезжающих осматривался багаж и проверялись документы.

## Последствия
В результате штурма 8—9 июля в близлежащих домах были выбиты стёкла, стены домов были изрешечены пулями, сгорела спецтехника одного из жителей. У местного жителя, Нурлыбека Ургешбаева была ранена корова, убит телёнок и домашние птицы, разрушен сарай. Акимом поселкового округа была обещана материальная помощь всем пострадавшим жителям.
27 сентября 2011 года в Актобе начался закрытый суд над 4 обвиняемыми в терроризме. По официальной информации дело касается событий в Темирском районе и подсудимые были задержаны по обвинению в терроризме, убийстве двух и более лиц и незаконном приобретении, сбыте, хранении оружия и боеприпасов.
В декабре 2011 года двое погибших полицейских и раненый в ходе операции Турарбек Ешпаганбетов по указу президента Казахстана были награждены орденами «Айбын» III степени. Орден «Айбын» II степени получили майор полиции Буркит Сатаев и младшие лейтенанты Сунгат Тажигулов и Жасулан Абибулаев. Этой же награды посмертно удостоились старший лейтенант Руслан Жолдыбаев и капитан, оперуполномоченный УБЭ ДВД Рустем Кенжалин.
22 июня 2012 года в центре Темирского района, посёлке Шубаркудук был открыт памятник погибшим полицейским, на котором были выгравированы имена сержанта Нурлана Алпысбая, сержанта Айдоса Буранбаева, старшего лейтенанта Руслана Жолдыбаева, майора Айболата Иманбаева и капитана Рустема Кенжалина.

## Причины конфликта
Согласно официальной версии ДВД Актюбинской области, преступниками двигали не религиозные мотивы, а жажда наживы — они якобы воровали нефть из здешних трубопроводов и конфликт между ними и полицейскими возник именно на этой почве.

## Мнения экспертов
- Толеген Талдыбаев, религиовед департамента по делам религий Актюбинской области:

События в Шубарши связаны не только с религией. Прихожане «Ак мешит» считают себя салафитами и придерживаются нетрадиционного мусульманского течения. Люди, называющие себя салафитами, активно действуют в Западном Казахстане — в Кулсары, Бене, Аксае и не случайно. Там — месторождения.

Мы к салафитам отнести их не можем. Салафиты — это мусульмане, жившие в первые три века. Их идеологии полностью придерживаются в Аравии, у нас это неприемлемо. У нас только 20 лет как признали ислам. По их понятиям человек, который не читает намаз, — не мусульманин. В Аравии нет таких, у нас же 95-98 %. Борода для них уажип — обязанность. Чтобы унизить авторитет, они верующему её отрезают. Хиджаб, который носят их женщины, это тоже не наше. В «Ак мешит» Шубарши филиал духовного управления мусульман неоднократно направлял имамов, но верующие их не принимают. Они даже не становятся с ними на намаз.
- Булат Абишев, член президиума ОСДП «Азат», экс-депутат мажилиса парламента, бывший аким Темирского района в 1992—1999 годах:

…Я считаю, что последние события и образование там религиозного течения произошли из-за сложной социальной обстановки. Экологические проблемы, безработица, незанятость молодежи, десятилетиями нерешаемая проблема с водой, неравенство условий труда в китайских компаниях, ущемление прав местных рабочих, коррупция — все это привело к большому социальному взрыву. Ударило по самому незащищенному слою. Люди стали объединяться в какие-то непонятные группы. Говорят, что последние события в Шубарши — из-за противоправных действий правоохранительных органов. Что бы там ни было, довести людей до такого состояния — это ненормальная ситуация во власти. Я руководил районом в самые сложные годы. Была полная разруха, и то старались находить с людьми общий язык. Сегодня мне больно за население. Я знаю, они отличные люди, очень трудолюбивые.
- Булат Баекенов, генерал-лейтенант, президент Ассосиации охранных организаций Казахстана:

Сейчас силовики говорят: убийство полицейских в Актюбинской области носит чисто криминальный характер. У меня на этот счет есть сомнения: одно дело получить незначительный срок за кражу нефти, другое  нести несопоставимую ответственность за жестокое убийство представителей власти. И преступники это знали, раз готовы были пойти на верную смерть в войне с полицией. Причина трагедии в Шубарши  не нефть, а скорее  «маленький джихад», акция неповиновения во имя религии.

Вопросы вызывает и непрофессионализм во время операции по задержанию преступников, затаившихся в камышах. Есть у военных неписаный закон: численность наступающих всегда должна превышать численность осажденных не менее чем в 3-5 раз. Во время недавних же событий мы видели: против четверых преступников операцию проводили столько же бойцов спецназа, тогда как их должно было быть минимум 12-16 человек.